# Найлегша суперсиметрична частинка
Найлегша суперсиметричних частинка (англ. lightest supersymmetric particle; LSP) — у фізиці елементарних частинок — загальна назва, дана найлегшим з додаткових гіпотетичних частинок, знайдених в суперсиметричних моделях. У моделях із збереженням R-парності LSP стійка. Проводиться велике спостереження за додатковою складовою матерії у Всесвіті, іменованої темною матерією. LSP суперсиметричних моделей є слабо взаємодіючою масивною частинкою (WIMP).